# Jack Clark
Jack Clark, nome completo John J. Clark (Filadelfia, 23 settembre 1876 – Hollywood, 13 aprile 1947), è stato un attore e regista statunitense del cinema muto.

## Biografia
Nato a Filadelfia nel 1876, Clark intraprese la carriera di attore teatrale. Lasciata la Pennsylvania, a 29 anni recitò a Broadway: nell'ottobre 1905 il suo nome apparve nel cast di un musical dal titolo Simple Simon Simple.
Nei primi anni del secolo, New York non era solo la città del teatro, ma iniziò a diventare la capitale del cinema. Una delle nuove case di produzione era la Kalem Company, un'associata della MPPC, il trust voluto da Edison che controllava, all'epoca, la produzione e la distribuzione dei film. Alla Kalem lavorava il regista Sidney Olcott, uno dei più dinamici uomini della neonata industria cinematografica.

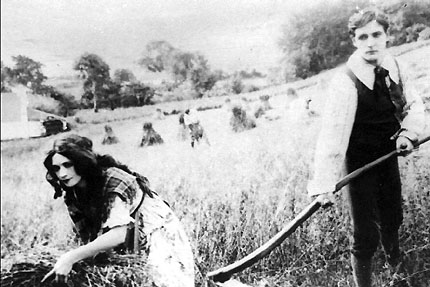
Gene Gauntier e Jack Clarke in Irlanda sul set di You Remember Ellen (1912)

Attraverso Olcott, Clark debuttò come attore nel 1911 in Tangled Lives, dove ebbe come partner l'attrice e sceneggiatrice Gene Gauntier. La Kalem creò all'estero delle unità lavorative che producevano film fuori dagli Stati Uniti. Una troupe fissa composta da Olcott, Gene Gauntier e il direttore della fotografia George Hollister lavorò in Irlanda. Clark si unì al team e si trovò a far parte della troupe che, oltre che in Irlanda, girò in Egitto e in Palestina. Il film in cinque rulli From the Manger to the Cross; or, Jesus of Nazareth, girato sui luoghi della vita di Gesù, incontrò un grande successo. In Palestina, Clark si sposò con Gene Gauntier. La loro collaborazione artistica e personale durerà fino al 1918, quando i due divorzieranno.
Clark tornò a lavorare in teatro e, nel 1929, sposò Francis Rose Musolf. Negli anni trenta, girò una decina di film, per lasciare definitivamente lo schermo nel 1937.
Morì a Hollywood il 13 aprile 1947 all'età di 70 anni.

## Filmografia
La filmografia - basata su IMDb - è completa. Quando manca il nome del regista, questo non viene riportato nei titoli

### Attore
- Tangled Lives, regia di Sidney Olcott – cortometraggio (1911)
- For Love of an Enemy, regia di Sidney Olcott – cortometraggio (1911)
- Her Chum's Brother, regia di Sidney Olcott – cortometraggio (1911)
- Robbie and the Redskins, regia di Sidney Olcott – cortometraggio (1911)
- Little Sister (1911)
- The Open Road, regia di Sidney Olcott – cortometraggio (1911)
- Sailor Jack's Reformation, regia di Sidney Olcott – cortometraggio (1911)
- A War Time Escape, regia di Sidney Olcott – cortometraggio (1911)
- A Saw Mill Hero, regia di Sidney Olcott – cortometraggio (1911)
- The Lass Who Couldn't Forget, regia di Sidney Olcott – cortometraggio (1911)
- By a Woman's Wit, regia di Sidney Olcott – cortometraggio (1911)
- In Old Florida, regia di Sidney Olcott – cortometraggio (1911)
- The Fiddle's Requiem, regia di Sidney Olcott – cortometraggio (1911)
- When the Dead Return, regia di Sidney Olcott – cortometraggio (1911)
- The Carnival, regia di Sidney Olcott – cortometraggio (1911)
- In Blossom Time, regia di Sidney Olcott (1911)
- Railroad Raiders of '62, regia di Sidney Olcott – cortometraggio (1911)
- Rory O'More, regia di Sidney Olcott e Robert G. Vignola – cortometraggio (1911)
- Losing to Win, regia di Sidney Olcott – cortometraggio (1911)
- The Colleen Bawn, regia di Sidney Olcott – cortometraggio (1911)
- The Fishermaid of Ballydavid, regia di Sidney Olcott – cortometraggio (1911)
- Arrah-Na-Pogue, regia di Sidney Olcott – cortometraggio (1911)
- The O'Neill, regia di Sidney Olcott – cortometraggio (1912)
- His Mother, regia di Sidney Olcott – cortometraggio (1912)
- The Vagabonds, regia di Sidney Olcott – cortometraggio (1912)
- Far from Erin's Isle, regia di Sidney Olcott – cortometraggio (1912)
- You Remember Ellen, regia di Sidney Olcott – cortometraggio (1912)
- The Fighting Dervishes of the Desert, regia di Sidney Olcott – cortometraggio (1912)
- Missionaries in Darkest Africa, regia di Sidney Olcott – cortometraggio (1912)
- Captured by Bedouins, regia di Sidney Olcott – cortometraggio (1912)
- Tragedy of the Desert, regia di Sidney Olcott – cortometraggio (1912)
- Winning a Widow, regia di Sidney Olcott – cortometraggio (1912)
- A Prisoner of the Harem, regia di Sidney Olcott – cortometraggio (1912)
- Down Through the Ages, regia di Sidney Olcott – cortometraggio (1912)
- The Poacher's Pardon, regia di Sidney Olcott – cortometraggio (1912)
- Från krubban till korset, regia di Sidney Olcott (1913)
- The Kerry Gow, regia di Sidney Olcott – cortometraggio (1912)
- The Mayor from Ireland, regia di Sidney Olcott – cortometraggio (1912)
- Ireland, the Oppressed, regia di Sidney Olcott – cortometraggio (1912)
- The Shaughraun, regia di Sidney Olcott – cortometraggio (1912)
- A Daughter of the Confederacy, regia di Sidney Olcott – cortometraggio (1913)
- The Wives of Jamestown, regia di Sidney Olcott – cortometraggio (1913)
- Lady Peggy's Escape, regia di Sidney Olcott – cortometraggio (1913)
- For Ireland's Sake, regia di Sidney Olcott (1914)
- Marian, the Holy Terror, regia di William Duncan – cortometraggio (1914)
- The Last of the Mafia, regia di Sidney M. Goldin (1915)
- The Smuggler's Lass, regia di Jack J. Clark (1915)
- The Woman Hater's Baby (1915)
- The Ulster Lass, regia di Jack J. Clark (1915)
- Gene of the Northland, regia di Jack J. Clark (1915)
- A Fool's Paradise, regia di Ivan Abramson (1916)
- Audrey, regia di Robert G. Vignola (1916)
- Scorched Wings, regia di Brinsley Shaw (1916)
- The Innocent Lie, regia di Sidney Olcott (1916)
- The Great Secret serial, regia di Christy Cabanne (1917)
- Un accidente di ragazza (Pajamas), regia di John G. Blystone (1927)
- Guardie... arrestatemi! (Love and Learn), regia di Frank Tuttle (1928)
- Howdy, Broadway, regia di Charles J. Hunt (1929)
- Two Lips and Juleps; or, Southern Love and Northern Exposure, regia di Edward Sloman (1932)
- Lost in Limehouse, regia di Otto Brower (1933)
- David Harum, regia di James Cruze (1934)
- The Return of Chandu, regia di Ray Taylor (1934)
- Home on the Range, regia di Arthur Jacobson (1935)
- Sulle ali della canzone (Love Me Forever), regia di Victor Schertzinger (1935)
- Murder with Pictures, regia di Charles Barton (1936)
- Hotel Haywire, regia di Arthur Archainbaud (1937)
- L'isola delle perle (Bassa marea) (Ebb Tide), regia di James P. Hogan (1937)

### Regista
- The Smuggler's Lass (1915)
- The Ulster Lass (1915)
- The Mad Maid of the Forest (1915)
- Gene of the Northland (1915)
- The Yankee Girl (1915)